# Ivana Brkljačić
Ivana Brkljačić (Filingen-Šveningen, Nemačka, 25. januar 1983) je hrvatska atletičarka koja se takmiči u bacanju kladiva.
Dvostruka je svetska juniorska šampionka i aktuelna hrvatska rekorderka s daljinom od 75,08 m, bačenom na EAA mitingu u Varšavi u junu 2007.
Osim dva zlata ima i jednu bronzu sa svetskog juniorskog šampionata.